# 小行星8947
小行星8947（英語：8947 Mizutani）是一颗围绕太阳公转的小行星。1997年2月14日，小林隆男在大泉天文台发现了此天体。
这颗小行星的绝对星等为271.0046275953093等。